# Ентропа
Ентропа е сатирична скулптура, създадена от противоречивия чешки скулптор Давид Черни и представена от правителството на Чехия, за да отбележи встъпването на държавата в председателство на Съвета на Европейския съюз.
Въпреки че творбата е трябвало да бъде създадена с общите усилия на 27 скулптори от всяка държава членка на съюза, впоследствие се разбира, че е била създадена от Черни и 2 негови чешки колеги.
Инсталацията е изложена на 12 януари 2009 г., а движещите се елементи са пуснати при официалното откриване на 15 януари 2009 г. Може да се види в сградата „Юстус Липсиус“ в Брюксел.

## Описание
Инсталацията е на площ от 256 m² и наподобява разглобен пъзел, състоящ се от контурите на 27-те държави членки. Всяка страна е представена с различна тема, която според автора най-точно отразява стереотипите, асоциирани с държавата. Някои от тях са показани в силно провокативна светлина. Най-много внимание привличат моделите на България, Дания, Германия, Полша и Словакия.
Моделите на някои от държавите се различават от предварително представеното официално описание на проекта. Най-вече така е моделът на Дания, който силно се различава от предварителната снимка, както и животните на модела на Финландия и цветовете на унгарския флаг в модела на Словакия.
Авторът на инсталацията не е изтълкувал символизма в творбата си, представянията по-долу са относителни и не конкретизират.
- Австрия, открит противник на ядрената енергетика, представлява зелено поле, покрито с охладителни кули на ядрена електроцентрала,[1] от които от време на време се издига пара.
- Белгия е представена като полупразна кутия с полуизядени шоколадови бонбони.
- България е изобразена като серия от тоалетни клекала, свързани с неонови тръби, които ги осветяват. Заради политически претенции от българска страна по-късно въпросната част е покрита с черен плат.
- Германия е покрита с пресичащи се магистрали, които някои оприличават на формата на свастика",[2][3][4] но това не се споделя от всички.[5] Колите се движат по пътищата.
- Гърция е представена като опожарена гора, вероятно символизирайки горските пожари в Гърция през 2007 г. и протестите през 2008 г.[6]
- Дания е изградена от блокчета Лего, чиито цветове според някои изобразяват лице от скандалните карикатури на Мохамед,[7] но каквато и да било прилика е отречена от художника.[8]
- Естония е представена с инструменти, стилизирани като сърп и чук, тъй като страната е обмисляла забрана на комунистически символи.[9]
- Кипър е прерязан от зигзаг на 2 парчета.
- Финландия е изобразена като дървен паркет и очевидно пиян мъж с пушка, който си представя дивеч.[10]
- Испания е покрита изцяло с бетон и бетонобъркачка в североизточния си ъгъл.
- Италия е показана като футболен терен с играчи.
- Латвия е покрита с планини, противно на естествените природни дадености на страната.
- Литва е с група от облечени статуи, които уринират на източните си съседи.
- Люксембург е изобразен като златно кюлче с табелка За продан.
- Малта е малък остров, украсен единствено с праисторически слон-джудже с увеличително стъкло пред него.
- Нидерландия представлява минарета на джамии, показващи се над водите на наводнение
- Обединеното кралство, известно със своя евроскептицизъм и изолация от континента, е включено като липсващото парче в горния ляв ъгъл на инсталацията.
- Полша е модел със свещеници, които издигат флага на ЛГБТ движението.[11]
- Португалия е показана като дървена дъска за рязане на продукти заедно с 3 парчета месо с формата на бивши колонии Бразилия, Ангола и Мозамбик.
- Република Ирландия е изобразена като гайда, която свири на всеки 5 минути.
- Румъния е увеселителен парк на тема Граф Дракула, който свети и издава зловещи звуци от време на време
- Словакия е изобразена като унгарски салам (или човек, плътно увит в унгарско знаме).
- Словения е показана като камък, на който са издълбани думите първите туристи дойдоха тук през 1213 г.
- Унгария представлява Атомиум, изграден от обичайните за страната селскостопански продукти – пъпеши и унгарски салами върху основа от червени чушки.
- Франция е покрита с транспарант с надпис „GRÈVE!“. („СТАЧКА!“).[2]
- Чехия е табло от светодиоди, показващо скандални цитати от чешкия президент Вацлав Клаус.
- Швеция няма контур на територията си, а е представена като голяма кутия за сглобяеми мебели ИКЕА, съдържаща изтребители „Грипен“ (доставени от Швеция на чешките военновъздушни сили).